# Новые османы
«Новые османы» (осман. يڭى عثمانليلر‎, тур. Yeni Osmanlılar, также тур. Genç Osmanlı) — возникшая в 1865 году секретная организация националистически настроенной османской интеллигенции, находившейся под влиянием западных мыслителей, в частности Монтескьё и Руссо, а также идей Французской революции. Организаторами движения были Ибрахим Шинаси, Зия-паша, Намык Кемаль, Хусейн Авни-паша и бывший визирь Мустафа Фазыл-паша.

## История организации
Новыми османами была разработана концепция османизма (оттоманизма), поддерживающая либерализацию, введение конституции и парламентарной формы правления. Согласно их идеям, патриотизм должен был основываться не на принадлежности к какой-либо этнической группе или конфессии, а на вере в демократию и конституцию.
С социальной точки зрения младоосманы были представителями чиновничества, возникшего после реформ танзимата. Они были недовольны бюрократическим абсолютизмом и искали более демократических решений. Один из новых османов, Намык Кемаль, ввел в турецкий язык понятия Родины (тур. vatan) и свободы (тур. hürriyet).
Печатным органом новоосманского движения был журнал «Мухбир».
В 1867 году организация была запрещена, и её члены вынуждены были покинуть страну. В Париже была организована новоосманская организация во главе с Мустафой Фазылем.
Поражение новоосманского движения, пытавшегося предотвратить упадок Османской империи, подтолкнуло интеллигенцию к поиску других политических концепций, в частности, созданию движения младотурок.

## Галерея

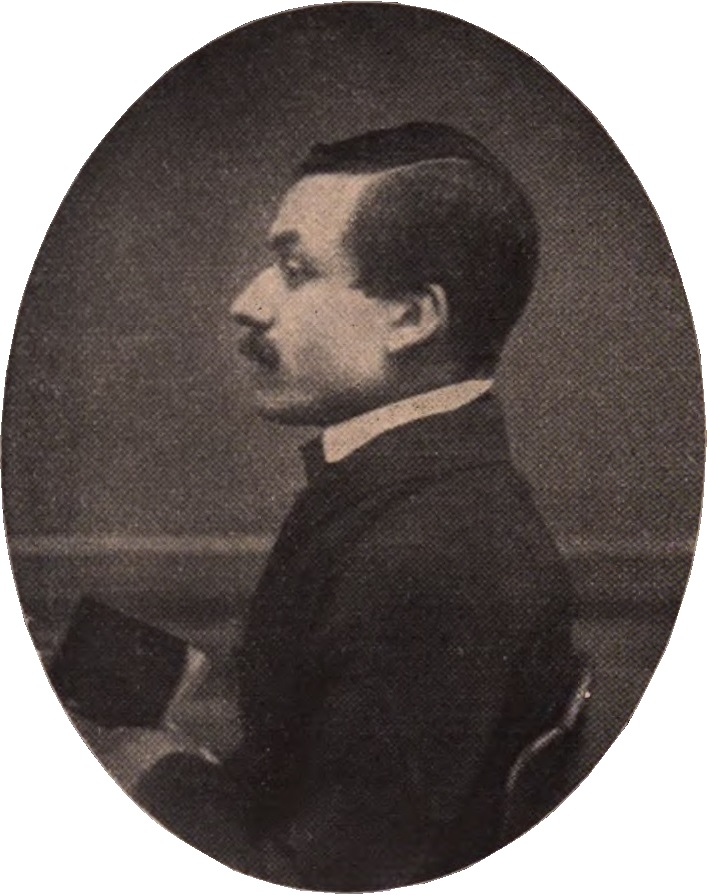
Ибрахим Шинаси
Намык Кемаль
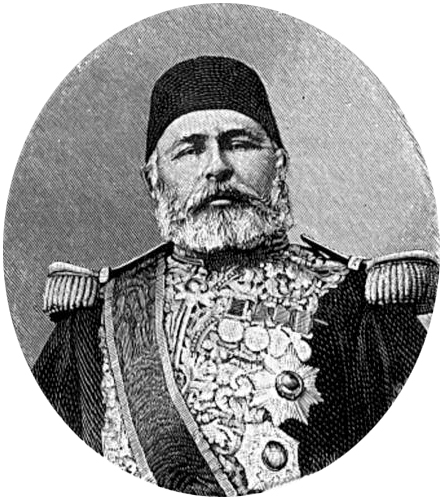
Хусейн Авни-паша